# پرفروش‌ترین بازی‌های ویدئویی دارای حق‌امتیاز
پرفروش‌ترین بازی‌های ویدئویی دارای حق‌امتیاز (انگلیسی: List of best-selling video game franchises) این بخش، شامل فهرستی از فرنچایز‌های (حق‌امتیاز) صنعت بازی ویدئویی است که حداقل ۲۰ میلیون نسخه فروخته و یا عرضه کرده‌اند. اعداد ارائه‌شده، نشانگر واحدهای فروخته‌شده در سرتاسر جهان است.